# Grande Prêmio de Mônaco de 2015
O Grande Prêmio de Mônaco de 2015 (formalmente denominado Formula 1 Grand Prix de Monaco 2015) foi uma corrida de Fórmula 1 disputada em 24 de maio de 2015 no Circuito de Monte Carlo, em Monte Carlo, Mônaco. Foi a sexta etapa da temporada de 2015.
No segundo treino livre a chuva obrigou a utilização dos compostos para pista molhada.
Lewis Hamilton era o líder da prova com folga quando na volta 64 houve a entrada do carro de segurança devido ao acidente de Max Verstappen. Foi chamado para efetuar uma parada dos boxes, retornando a pista atrás do companheiro de equipe Nico Rosberg e Sebastian Vettel da Ferrari, que não o fizeram. A equipe Mercedes admitiria que errou na estratégia. Nico venceu este Grande Prêmio pela terceira vez consecutiva, tornando-se o quarto piloto na história a realizar o feito.

## Pneus
| Nome do composto | Cor | Banda de rolamento | Condições de Tempo | Dry Type                           | Aderência      | Longevidade   |
| ---------------- | --- | ------------------ | ------------------ | ---------------------------------- | -------------- | ------------- |
| Super Macio      |     | Slick (P Zero)     | Seco               | Supersoft                          | Mais aderência | Menos durável |
| Macio            |     | Slick (P Zero)     | Seco               | Soft                               | Médio          | Médio         |
| Intermediário    |     | Sulcos (Cinturato) | Molhado            | Intermediate (água não estagnante) | x              | x             |
| Chuva            |     | Sulcos (Cinturato) | Molhado            | Wet (água estagnante)              | x              | x             |

## Resultados

### Treino Classificatório
| Pos.                     | Nº | Piloto           | Construtor             | Q1       | Q2       | Q3       | Grid  |
| ------------------------ | -- | ---------------- | ---------------------- | -------- | -------- | -------- | ----- |
| 1                        | 44 | Lewis Hamilton   | Mercedes               | 1:16.588 | 1:15.864 | 1:15.098 | 1     |
| 2                        | 6  | Nico Rosberg     | Mercedes               | 1:16.528 | 1:15.471 | 1:15.440 | 2     |
| 3                        | 5  | Sebastian Vettel | Ferrari                | 1:17.502 | 1:16.181 | 1:15.849 | 3     |
| 4                        | 3  | Daniel Ricciardo | Red Bull-Renault       | 1:17.254 | 1:16.706 | 1:16.041 | 4     |
| 5                        | 26 | Daniil Kvyat     | Red Bull-Renault       | 1:16.845 | 1:16.453 | 1:16.182 | 5     |
| 6                        | 7  | Kimi Räikkönen   | Ferrari                | 1:17.660 | 1:16.440 | 1:16.427 | 6     |
| 7                        | 11 | Sergio Pérez     | Force India-Mercedes   | 1:17.376 | 1:16.999 | 1:16.808 | 7     |
| 8                        | 55 | Carlos Sainz Jr. | Toro Rosso-Renault     | 1:17.246 | 1:16.762 | 1:16.931 | Box 2 |
| 9                        | 13 | Pastor Maldonado | Lotus-Mercedes         | 1:17.630 | 1:16.775 | 1:16.946 | 8     |
| 10                       | 33 | Max Verstappen   | Toro Rosso-Renault     | 1:16.750 | 1:16.546 | 1:16.957 | 9     |
| 11                       | 8  | Romain Grosjean  | Lotus-Mercedes         | 1:17.767 | 1:17.007 |          | 15 1  |
| 12                       | 22 | Jenson Button    | McLaren-Honda          | 1:17.492 | 1:17.093 |          | 10    |
| 13                       | 27 | Nico Hülkenberg  | Force India-Mercedes   | 1:17.552 | 1:17.193 |          | 11    |
| 14                       | 19 | Felipe Massa     | Williams-Mercedes      | 1:17.679 | 1:17.278 |          | 12    |
| 15                       | 14 | Fernando Alonso  | McLaren-Honda          | 1:17.778 | 1:26.632 |          | 13    |
| 16                       | 12 | Felipe Nasr      | Sauber-Ferrari         | 1:18.101 |          |          | 14    |
| 17                       | 77 | Valtteri Bottas  | Williams-Mercedes      | 1:18.434 |          |          | 16    |
| 18                       | 9  | Marcus Ericsson  | Sauber-Ferrari         | 1:18.513 |          |          | 17    |
| 19                       | 28 | Will Stevens     | Manor Marussia-Ferrari | 1:20.655 |          |          | 18    |
| 20                       | 98 | Roberto Merhi    | Manor Marussia-Ferrari | 1:20.904 |          |          | 19    |
| Tempo dos 107%: 1:21.884 |    |                  |                        |          |          |          |       |
| Fonte:                   |    |                  |                        |          |          |          |       |

- ↑1  – Romain Grosjean foi punido por troca a caixa de câmbio e perderá cinco posições.
- ↑2  - Carlos Sainz Jr. é punido por não parar para pesagem e larga dos boxes.

### Corrida
| Pos.   | Nu. | Piloto           | Construtor             | Voltas | Tempo/Retirado | Grid | Pontos |
| ------ | --- | ---------------- | ---------------------- | ------ | -------------- | ---- | ------ |
| 1      | 6   | Nico Rosberg     | Mercedes               | 78     | 1:49:18.420    | 2    | 25     |
| 2      | 5   | Sebastian Vettel | Ferrari                | 78     | +4.485         | 3    | 18     |
| 3      | 44  | Lewis Hamilton   | Mercedes               | 78     | +6.053         | 1    | 15     |
| 4      | 26  | Daniil Kvyat     | Red Bull-Renault       | 78     | +11.965        | 5    | 12     |
| 5      | 3   | Daniel Ricciardo | Red Bull-Renault       | 78     | +13.603        | 4    | 10     |
| 6      | 7   | Kimi Räikkönen   | Ferrari                | 78     | +14.345        | 6    | 8      |
| 7      | 11  | Sergio Pérez     | Force India-Mercedes   | 78     | +15.013        | 7    | 6      |
| 8      | 22  | Jenson Button    | McLaren-Honda          | 78     | +16.063        | 10   | 4      |
| 9      | 12  | Felipe Nasr      | Sauber-Ferrari         | 78     | +23.626        | 14   | 2      |
| 10     | 55  | Carlos Sainz Jr. | Toro Rosso-Renault     | 78     | +25.056        | 8    | 1      |
| 11     | 27  | Nico Hülkenberg  | Force India-Mercedes   | 78     | +26.200        | 13   |        |
| 12     | 8   | Romain Grosjean  | Lotus-Mercedes         | 78     | +28.400        | 11   |        |
| 13     | 9   | Marcus Ericsson  | Sauber-Ferrari         | 78     | +31.100        | 17   |        |
| 14     | 77  | Valtteri Bottas  | Williams-Mercedes      | 78     | +45.700        | 16   |        |
| 15     | 19  | Felipe Massa     | Williams-Mercedes      | 77     | +1 volta       | 12   |        |
| 16     | 98  | Roberto Merhi    | Manor Marussia-Ferrari | 76     | +2 voltas      | 19   |        |
| 17     | 28  | Will Stevens     | Manor Marussia-Ferrari | 76     | +2 voltas      | 18   |        |
| Ret    | 33  | Max Verstappen   | Toro Rosso-Renault     | 63     | Batida         | 9    |        |
| Ret    | 14  | Fernando Alonso  | McLaren-Honda          | 41     | Câmbio         | 13   |        |
| Ret    | 13  | Pastor Maldonado | Lotus-Mercedes         | 6      | Freios         | 8    |        |
| Fonte: |     |                  |                        |        |                |      |        |

## Tabela do campeonato após a corrida
Somente as cinco primeiras posições estão incluídas nas tabelas.
| Pos | Piloto           | Pontos | Var |
| --- | ---------------- | ------ | --- |
| 1   | Lewis Hamilton   | 126    | 0   |
| 2   | Nico Rosberg     | 116    | 0   |
| 3   | Sebastian Vettel | 98     | 0   |
| 4   | Kimi Räikkönen   | 60     | 0   |
| 5   | Valtteri Bottas  | 42     | 0   |

| Pos | Construtor        | Pontos | Var |
| --- | ----------------- | ------ | --- |
| 1   | Mercedes          | 242    | 0   |
| 2   | Ferrari           | 158    | 0   |
| 3   | Williams-Mercedes | 81     | 0   |
| 4   | Red Bull-Renault  | 52     | 0   |
| 5   | Sauber-Ferrari    | 21     | 0   |